# Gregory J. Nickels

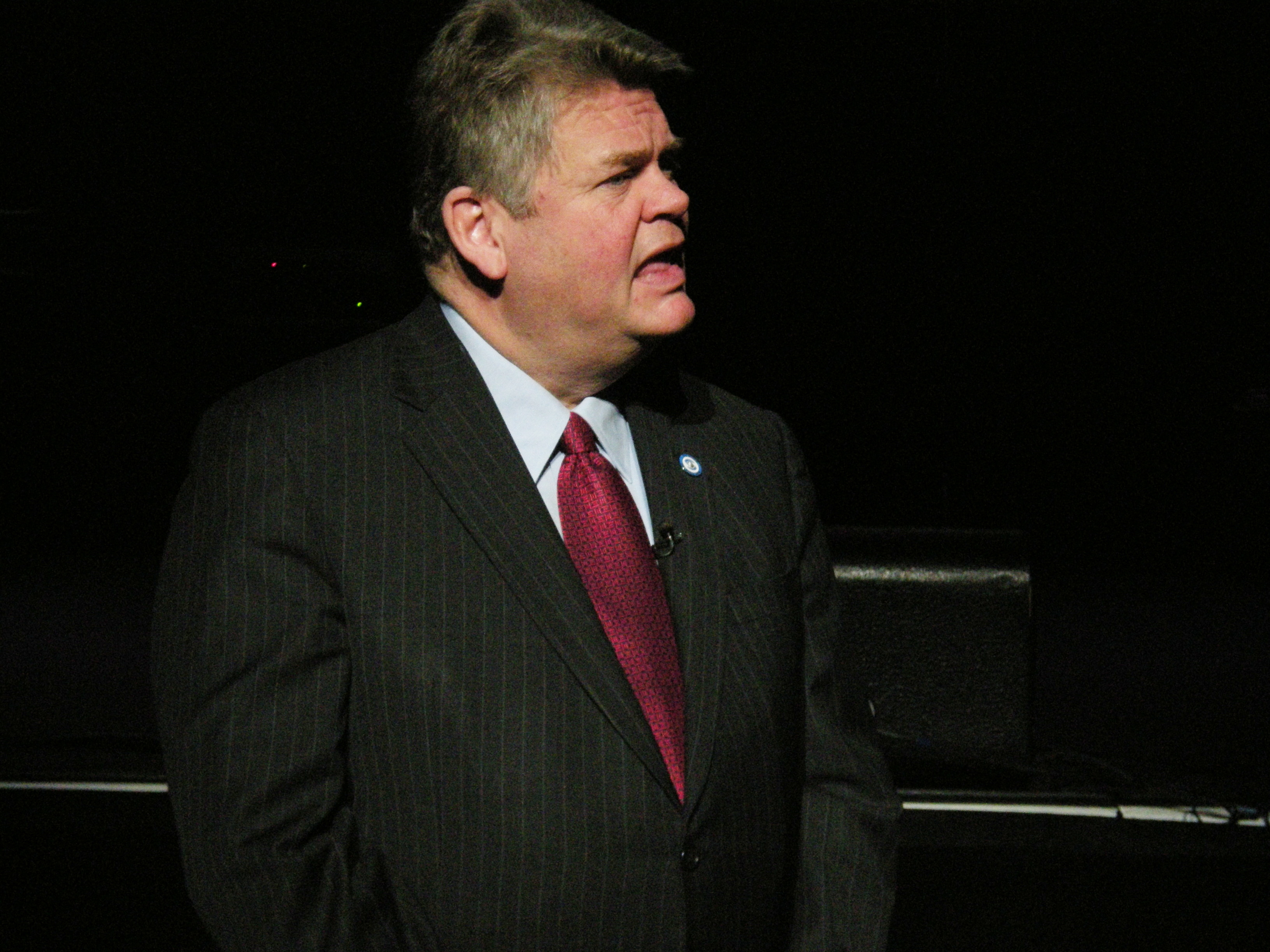
Greg Nickels (2008)

Gregory J. „Greg“ Nickels (* 7. August 1955 in Chicago, Illinois) ist ein US-amerikanischer Politiker der Demokratischen Partei aus dem Bundesstaat Washington. Er war von Januar 2002 bis Januar 2010 der 51. Bürgermeister von Seattle. 
1955 wurde er als ältestes von sechs Kindern in Chicago geboren. 1961 zog seine Familie nach Seattle, wo er zur Schule ging und später an der University of Washington studierte. Ende der 1970er Jahre begann Nickels’ politische Karriere, als er für Norm Rice, der zu dieser Zeit noch Mitglied des Stadtrats war, arbeitete. Nickels blieb bis 1987 für Rice tätig. Im selben Jahr wurde er in das King County Council gewählt und blieb dort die nächsten 14 Jahre. 2001 gelang es ihm, sich in der Bürgermeisterwahl gegen Amtsinhaber Paul Schell durchzusetzen. Nickels übernahm die Amtsgeschäfte am 1. Januar 2002. Am 8. November 2005 wurde er in diesem Amt bestätigt. 2010 folgte ihm Michael McGinn.
Nickels ist verheiratet und hat zwei Kinder, einen Sohn und eine Tochter.